# Heterocerus kamtschaticus
Heterocerus kamtschaticus là một loài bọ cánh cứng trong họ Heteroceridae. Loài này được Egorov miêu tả khoa học đầu tiên năm 1989.